# FRONT MISSION ALTERNATIVE
『FRONT MISSION ALTERNATIVE』（フロントミッション オルタナティヴ）は、1997年12月18日にスクウェア（現スクウェア・エニックス）より発売されたゲームソフト。ジャンルは「リアルタイムシミュレーションRPG」とされ、シミュレーションRPGとリアルタイムストラテジーの要素を併せ持つ。

## 概要
フロントミッションシリーズの4作目として1997年に発売。外伝的タイトルではあるが『ガンハザード』とは異なり、歴史や世界観はナンバリングシリーズと同一である。
1997年7月30日に東京都港区のClub「YELLOW」でノンストップオリジナルミックス演奏や特別映像など発売を記念したイベントが開催された。
『FRONT MISSION2』とほぼ同時期に制作されたが、『2nd』が前作『1ST』の正統進化形であったのに対し、本作はより挑戦的なスタイルを目指し『2nd』とは異なるチームにより開発された。ジャンルはシミュレーションRPGを基本にしつつ、戦闘時にはリアルタイムで指示を出すというシリーズ初となるリアルタイムストラテジーを取り入れている。
2006年10月5日には廉価版「アルティメットヒッツ」として再発売した。また、2008年10月29日からはゲームアーカイブスでダウンロード販売されている（配信当初はタイトルのオルタナティヴが「オルタナティブ」となっていた）。

## プロローグ
21世紀初頭、地球環境の悪化によって加速度的に進行した砂漠化が。新たな民族の移動と衝突を引き起こし、激化した内戦、紛争は大陸全土へ。活動を凍結している国連に代わりEC、OCUなど各国が独自に調停軍を派遣して紛争を調停。再建に協力。アフリカ各国はOAC（アフリカ統合機構）を設立し、再建プランを協議。2030年　OCAにより「アフリカ大陸共同国家計画」が発表。EC、OCUの援助を得て、軌道に乗り始める。2034年3月　CAに反発する旧政府軍が同国北部に集結し、ZAINGOの樹立を宣言。武力攻撃を開始した。強力な機甲部隊を組織した独立政府軍の猛攻に戦力、訓練共に劣るCA民兵軍は、戦線の後退を余儀なくされる。打つ手のない共同政権側はSAUSに支援を要請。2034年4月、事態を重く見たSAUSはOCUに打診。OCUは対機甲部隊の切り札として史上初の「戦闘用WAW部隊」を編成し、実戦への投入を開始。

## ゲーム内容
西暦2034年、人型兵器WAWが初めて実戦投入されたアフリカ紛争を舞台に繰り広げられる物語。プレイヤーは3ユニットから構成される小隊にリアルタイムで指示を出してミッションを遂行していく。また、ゲームの進行によってエンディングが分岐（4種＋α）するのが特徴。

## WAW開発年表
| 年号              | 出来事 |
| ----------------- | --- |
| 2020年 構想       | ヴァレンシュタイン大学のランドル教授による最初の構想がなされる。シュネッケ社の資金援助により開発に着手する。アクチュエーターの雛型完成。 |
| 2025年 試作       | シュネッケ社が自社基金でWAWを完成。試作機の完成にともない、各国の企業に資金援助を求めるが拒否される。                                    |
| 2026年 製造       | ディアブルアビオニクス社から依頼を受け、地雷処理専用機のWAWを開発。                                                                      |
| 2027年 実用試験   | USN軍による実用試験実施。コスト面に問題を残しつつも絶大な能力が認められる。                                                              |
| 2035年            | アフリカ・ザイール戦線への投入 (オルタナティヴの時代)                                                                                    |
| 2040年 軍事兵器へ | パーツの規格化によりコストダウンに成功。WAPヴァンツァーと呼称される。                                                                    |

## ゲームシステム
プレイヤー各自の戦い方によって、入手する武器やイベントなどが変化する。エンディングが分岐するとは前述したとおりであるが、実は条件を完全に達成して最短クリアをするなど、システムを熟知した腕の良いプレイヤーであるほどに紛争が早く終結（最短で6ミッション）し、真のエンディングから遠ざかる仕掛けとなっている。

### ヴァンダー・ヴァーゲン
本作では、他のシリーズに登場する「ヴァンツァー（以下WAP）」ではなく、その前身にあたる「ヴァンダーヴァーゲン（旧称ヴァンドルング・ヴァーゲン、以下WAW）」と呼ばれる人型兵器が主役である。箱に手足を付けたかのような無骨なデザインが特徴。
パーツを組み合わせるWAPとは異なり、機体は固定されており、兵装（メインアーム/バックウェポン）、シールド、ボルトオンの装備を行う。ただし、紛争後期では敵側に初のWAP「シケイダ」が配備されたり、自軍のWAWにも武器腕が対応できる。兵器としては実験段階にあり、完成された兵器である戦車・ヘリ相手には（特に序盤）苦戦することもしばしばである。

### 学習値
中隊の戦闘力の向上は紛争中に機体・武器性能が飛躍的な増大をすることでもあるが、特に重要なのはCOMの学習値を上げることである。学習値は機動・攻撃・防御の三種に区分され、これを割り振ることによってWAWは多様なアクションを覚えることになる。また、戦闘中に何を重視するかも、この設定によって決定される。
小隊員自体の個性は平たく言えば、この要素だけである。これは後のシリーズにも言えることであるが、あくまでもパイロットの能力とはコンピューターの性能・学習に乗っかるところが大きい。
なお、成長の大きい基準は戦績ではなく作戦時間をどれだけ経過したかなので、時間切れになるかどうか（約29分）のタイミングでクリアをすれば序盤から強くなれる。

### バトルフィールド
移動は各小隊毎にターゲット（中継ポイントもしくは敵）を設定することで自動的に行われる。この際は移動が阻害されないよう細やかな配慮が求められる。移動中、敵に遭遇し戦闘になった際も大まかではあるが、各機体への指示が求められる。
フィールドには多様な地形が存在し、移動が制限されることもしばしば。よって有利な地形で敵を待ち受けることも重要である。また、迷彩を地形に合致したものに変更することによって、回避率を向上させることも可能である。

## スタッフ
- ディレクター：原正憲
- キャラクターデザイン：沓澤龍一郎
- 音楽：リョウアライ
- プロデューサー：橋本真司

## サウンド
効果音
本作では「ノーマルSE」と「リアルSE」の2種類の効果音(SE)が用意されている。「リアルSE」ではBGMをカットして、射撃音や小鳥のさえずりや風の音などがよりリアルに表現されている。
音楽
BGMは全編リョウアライ作曲によるテクノサウンド。
サウンドトラック
リョウアライ自身による「オフィシャル・リアレンジ・バージョン」として、本作のBGMが収録されたCDアルバムが1997年にデジキューブより発売された。ただしゲーム音源とは若干異なっており、CD未収録曲も数曲ある。発売元の破綻等の理由で長らく廃盤となっていたが、2006年11月22日にスクウェア・エニックスより再発売された。

## その他
- 横たった3ピクセルの欧文フォントを用いたGUIデザインの部分が存在している。26種+記号のアルファベット群を表現することはできないが、前後の文字列を見れば「視覚的に」は単語として認識できるはずで、単語として判別が曖昧な場合でも、さらに前後の単語を見れば「視覚的に」文章として認識ができるはずだ、という意図が盛り込まれている。この人間の視覚認識力を極限まで利用したタイポグラフィは社内で大紛糾したそうだが、原正憲の強い希望で実現に至った。
- WAWのメインアーム・シールド等の名称の大半は性器・避妊具を意味するスラングに由来している。また、シンセミア小隊をはじめとしてドラッグに由来したキーワードが多用されている。
- 1997年発売のオリジナル版のパッケージは表裏ともに黒地にロゴだけというシンプルなデザインだったが、アルティメットヒッツ版ではパッケージ裏に画面写真が2点追加されている。
- 本作に登場したアフリカ大陸を角付きの髑髏に見立てた絵（IMACの記章）が南アフリカ大使館からの抗議を受けたという逸話[6]が残されている。
- EDは黒地に薔薇が飛び交うという非常にシュールなものであるが、薔薇はアフリカ原産の植物を欧州が改良したものである。
- スクウェア・エニックスは2016年にAIの僚機に指示を出しながら自機をプレイヤーが操作するロボットゲーム『フィギュアヘッズ』を発表した。フロントミッションシリーズとはつながりは無いがコラボレーションが行われている。